# Нурмамедов, Мамеднияз Овезович
Мамеднияз Овезович Нурмамедов (туркм. Mämmetnyýaz Öwezowiç Nurmämmedow; род. 1958, Ашхабад) — туркменский государственный деятель. Управляющий делами Аппарата Президента Туркменистана и Кабинета министров Туркменистана.

## Биография
Образование высшее. В 1986 году окончил Туркменский политехнический институт, по специальности — инженер-механик.
Трудовую деятельность начал в 1978 году слесарем Республиканского производственного комбината киновидеоремонта. Далее работал слесарем-электриком Ашхабадского вагонного депо, старшим инспектором отдела отчетности и информации Ашхабадского этрапа, старшим инженером треста «Гарагумгурлушыктранс», инструктором, заместителем заведующего отделом Ашхабадского этрапского комитета компартии Туркменистана. В период 1991—2005 годов занимал должности специалиста аграрного отдела хякимлика Ашхабадского этрапа, помощника хякима Ахалского велаята, заместителя заведующего отделом экономики, финансов и внешнеэкономических связей этого хякимлика, заместителя хякима Гяурского этрапа, управляющего делами этого же хякимлика, помощника хякима Ахалского велаята, начальника службы контроля за санитарным состоянием городов и поселков при хякимлике Ахалского велаята.
2005—2007 — хяким города Дашогуза
12.11.2007 — 10.07.2009 — хяким Ахалского велаята.
10.07.2009 — 08.07.2011 — хяким Дашогузского велаята.
08.07.2011 — 22.02.2012 — заместитель Председателя Кабинета министров Туркменистана.
21.02.12 — 09.07.2015 — хяким Ахалского велаята.
2015—2016 — главный специалист Комитета Меджлиса Туркменистана по работе с органами местной представительной власти и самоуправления.
15.07.2016 — 13.01.2017 — Министр коммунального хозяйства Туркменистана.
С 13.01.2017 — Управляющий делами Аппарата Президента Туркменистана и Кабинета министров Туркменистана.